# Tetraglenes grossepunctata
Tetraglenes grossepunctata là một loài bọ cánh cứng trong họ Cerambycidae.